# Gabriel, el Cazador de Diablos
Gabriel, el Cazador de Diablos es un personaje ficticio que aparece en los cómics estadounidenses publicados por Marvel Comics. El personaje ha aparecido como exorcista en varios de los títulos ocultistas de Marvel.
Una versión femenina del personaje llamada Gabriella Rosetti aparece en acción en vivo en la serie de televisión de Hulu Helstrom, interpretada por Ariana Guerra.

## Historial de publicaciones
Gabriel apareció por primera vez en Haunt of Horror # 2 (julio de 1974), y fue creado por Doug Moench y Billy Graham.
El personaje aparece posteriormente en Haunt of Horror # 3-5 (septiembre de 1974 - enero de 1975), Monsters Unleashed # 11 (abril de 1975), Fantastic Four # 222-223 (septiembre-octubre de 1980), Marvel Comics Presents # 106 (1992), Hellstorm: Prince of Lies # 1–2 (abril-mayo de 1993), # 5 (agosto de 1993), # 7–10 (octubre de 1993 - enero de 1994), # 12–14 (marzo-mayo de 1994), # 18 (septiembre de 1994) y # 20-21 (noviembre-diciembre de 1994).
Gabriel recibió una entrada en The Official Handbook of the Marvel Universe: Horror # 1 (2005).

## Biografía ficticia
Gabriel era un maestro en la Universidad de Columbia que regresó a casa un día y descubrió que su esposa embarazada Andrea había sido asesinada, aunque, sorprendentemente, todas las puertas y ventanas estaban cerradas desde adentro y ella parecía tener el arma homicida en su propia mano. Para sobrellevar su dolor, Gabriel se unió a un seminario y finalmente tomó las órdenes sagradas como sacerdote. Gabriel estaba poseído por un demonio llamado Catalina, quien lo obligó a arrancarse el ojo derecho, prender fuego a sus santos sacramentos e incendiar su propia casa. Gabriel agarró una cruz de metal al rojo vivo y la sostuvo contra su pecho desnudo, quemando la forma de la cruz en su carne y expulsando al demonio de su cuerpo. Gabriel luego se reunió con la misteriosa mujer Desadia, y los dos se embarcaron en la carrera de exorcistas profesionales. Desadia finalmente se convirtió en la esposa de Gabriel.
Gabriel solía trabajar para gente común, pero también ayudaba ocasionalmente a superhumanos, como Lobo Rojo. Gabriel tenía una oficina en el piso 13 del Empire State Building de la Ciudad de Nueva York.
Gabriel se enteró de la posesión de Franklin Richards por Nicholas Scratch y fue al Edificio Baxter para realizar el exorcismo. Obligó a Scratch a revelarse, y acompañó a Agatha Harkness, Franklin y los Cuatro Fantásticos a New Salem, manteniendo a Scratch controlado en el viaje. El grupo fue capturado por los Siete de Salem, cuyo poder fue aumentado por Scratch. Gabriel y Agatha Harkness pudieron convertir el amor de los Cuatro Fantásticos por Franklin en un arma y expulsaron a Scratch.
Gabriel se fue antes de que los Cuatro Fantásticos pudieran agradecerle y continuó plagado de demonios. Se retiró por un tiempo y se ganó la vida escribiendo historias de "noticias" ocultas para el tabloide World Gossip Weekly y realizando simulacros de exorcismos para personas interesadas en lo oculto. Se reveló que Desadia había sido asesinada por los poderes del mal. Gabriel ayudó a Daimon Hellstrom a frustrar los diseños de un impostor de Daimon Hellstrom que realizaba sacrificios humanos en San Francisco. Durante esta secuencia de eventos, Gabriel también pudo superar su depresión paralizante.
Más tarde, Gabriel entró en conflicto con Daimon Hellstrom nuevamente, y volvió a caer en la depresión y el alcoholismo, y estuvo al borde del suicidio. Fue contactado por los Asura, los asesinos del Cielo, y fue convencido de trabajar para ellos como asesino de demonios. Más tarde adquirió un "Arma de Respiración", un arma de fuego capaz de matar demonios.
Un enfrentamiento final con Hellstrom dejó a Gabriel irremediablemente loco, solo capaz de balbucear incoherentemente. Hellstrom lo dejó al cuidado de la Gárgola.

## Poderes, habilidades y equipo
Gabriel es un exorcista entrenado, y si no lograba exorcizar completamente a un demonio, aún podía reprimirlo, para minimizar el daño que causaría a su anfitrión. Tenía una cicatriz en forma de cruz quemada en el pecho, que usaba con frecuencia contra los demonios con los que luchó. Durante un tiempo también fue asistido durante los exorcismos por el espíritu de su difunta esposa Andrea. Mientras era empleado de los Asura, Gabriel poseía un "Arma de Respiración", un arma de fuego que podía dañar o incluso matar demonios.
El propio Gabriel, ya sea a pesar de sus habilidades o debido a ellas, estaba constantemente plagado de demonios que intentaban poseerlo.

## En otros medios
Una versión femenina del personaje llamada Gabriella Rosetti aparece en la serie de Hulu Helstrom, interpretada por Ariana Guerra.Esta versión es una novicia que es contratada por Louise Hastings para eventualmente reemplazarla como directora del Centro de Salud Mental Santa Teresa. Su fe se pone a prueba debido a la lucha de Daimon y Ana Helstrom contra Kthara, que ha habitado a su madre Victoria. A pesar de cuestionar los métodos de Daimon, ella se enamora de él, pero Daimon la deja embarazada cuando los dos son poseídos por Kthara y Basar, respectivamente. El embarazo de Gabriella es rápido y da a luz a Kthara en forma humana. Horrorizada por los acontecimientos recientes, Gabriella se vuelve contra sus antiguos aliados y se une a la Sangre, presumiblemente para acabar con el linaje de Helstrom.